# Hélice Éclair
L'hélice Éclair est une hélice pour avion conçue par Marcel Bloch et Henry Potez en 1915 et utilisée par l’aviation française durant la Première Guerre mondiale.

## Genèse
En 1915, Marcel Bloch (qui prendra par la suite le nom de Marcel Dassault) et Henry Potez sont tous deux adjoints techniques du capitaine Étévé au Service des fabrications de l'aéronautique. Ils travaillent notamment à la standardisation de la fabrication du Caudron G.3 (où Marcel Bloch constate le faible rendement de son hélice) mais également à la création d'abaques pour vérifier les tracés des hélices des constructeurs.
Muté par la suite au service de réception des essais en vol à Buc (Yvelines), Marcel Bloch étudie sur son temps libre des améliorations de l'hélice du G.3 et la fait réaliser, sous sa supervision, dans les ateliers d'Hirsh Minkés, fabricant de meubles établi au Faubourg Saint-Antoine, père d'un de ses amis et futur beau-père. Le premier essai a lieu à Buc (Yvelines) par un pilote de Blériot. Après essais par le Service technique de l'aéronautique à Villacoublay,, l'hélice est choisie et une commande de 50 hélices à 150 F pièce est passée à Minkés,.
Hirsch Minkés et son associé Edeline créent alors la Société des Hélices Éclair. Marcel Bloch et Henry Potez (à qui Bloch a proposé de le rejoindre) sont détachés par l'armée auprès de la société en tant que directeurs techniques.

## Production
L'hélice Éclair est installée en premier lieu sur les avions Caudron G.3 destinés à des écoles de pilotage. La recherche de la suprématie aérienne dans la bataille de Verdun contribue à une augmentation des commandes d'avions, et donc d'hélices. Grâce à de très bonnes performances, l'hélice Éclair équipe des chasseurs (Nieuport 12, Caudron G.4 et surtout des SPAD S.VII - dont celui de Georges Guynemer - et S.XIII), des biplaces d'observation (Dorand AR, Farman 40 et Sopwith britannique construits en France sous licence). Au total 27 modèles d'avions de guerre français  ont une hélice Éclair.
La Société des Hélices Éclair se hisse en 4e position des héliciers français (sur une quarantaine de fabricants). L'hélice Éclair équipe 10 des 20 meilleurs avions testés par l'inspection du matériel d'aviation aux armées. L'hélice Éclair a été produite à 4,000 pièces en 155 séries différentes (entre 2,35 et 3,02 m de diamètre), mettant à contribution tous les fabricants de meubles du Faubourg St.Antoine.
Une des clés du succès des hélices Éclair, selon Potez, est que Marcel Bloch et Henry Potez estimaient eux-mêmes les performances des avions pour dessiner les hélices, plutôt que de s'appuyer sur les données des constructeurs qui étaient généralement trop optimistes.
Une fois créés les abaques, la conception des hélices se révèle monotone : Marcel Bloch et Henry Potez se lancent alors dans la conception d'avions avec la Société d'études aéronautiques. Le prototype numéro constructeur 1 est doté d'une hélice Éclair 195 et le prototype numéro constructeur 2 d'une hélice Éclair 206.
En mai 1939 Marcel Bloch relance l'hélice Éclair pour fabriquer des hélices Chauvières sous licence et pallier ainsi aux retards du fournisseur.

## Postérité
En 2016, un timbre-poste célèbre le centenaire de l'hélice Éclair et c'est le dessinateur et scénariste de bandes dessinées Stéphan Agosto qui est désigné pour en réaliser le dessin. Le timbre, d'une valeur faciale de 0,70 euro, représente le biplan SPAD VII.